# Casa Museo López Portillo
La Casa Museo López Portillo está ubicado en el centro histórico de la ciudad de Guadalajara. Inaugurado el 10 de mayo de 1982, se dedica a difundir las artes decorativas y promover las artes plásticas de artistas jóvenes de la zona metropolitana. El recinto es catalogado como monumento histórico por el Instituto Nacional de Antropología e Historia (INAH) para su preservación.

## Historia
Parte de la construcción actual data del siglo XVII. En el siglo XVIII fue propiedad del Convento de Santo Domingo y fue vendido por orden del rey Carlos III de España en las Componendas de 1753. Era casa del primer obispo de Zacatecas Ignacio Mateo Guerra y Alba. Tiempo después, la reconocida familia López Portillo la convirtió en su hogar. El gobernador de Jalisco Jesús López Portillo vivió ahí hasta su muerte en 1901. Su hijo José López Portillo y Rojas, también gobernador de Jalisco y secretario de Relaciones Exteriores lo habitó entre 1912 y 1914. Finalmente perteneció al hijo de éste el historiador José López Portillo y Weber, quien fue padre del futuro presidente de México José López Portillo. Posteriormente la familia dejó la vivienda y fue usada como colegio de niñas para monjas y un hospital. Fue remodelada en 1925. El gobierno de Guadalajara la adquirió en 1979. Fue inaugurado como un centro cultural el 10 de mayo de 1982 con la presencia del entonces Presidente de México José López Portillo. En el año 2000 se habilitó la Galería Gabriel Flores.

## Exposición
El museo cuenta con nueve salas permanentes. Exhibe habitaciones amuebladas con objetos decorativos y óleos de los estilos victoriano, imperio, Luis XIV , Luis XV y Luis XVI. También cuenta con la Galería Gabriel Flores para exposiciones temporales y una Sala de Música. Hay muchas actividades musicales en el recinto, como conciertos y talleres además de conferencias y exposiciones.

## Galería

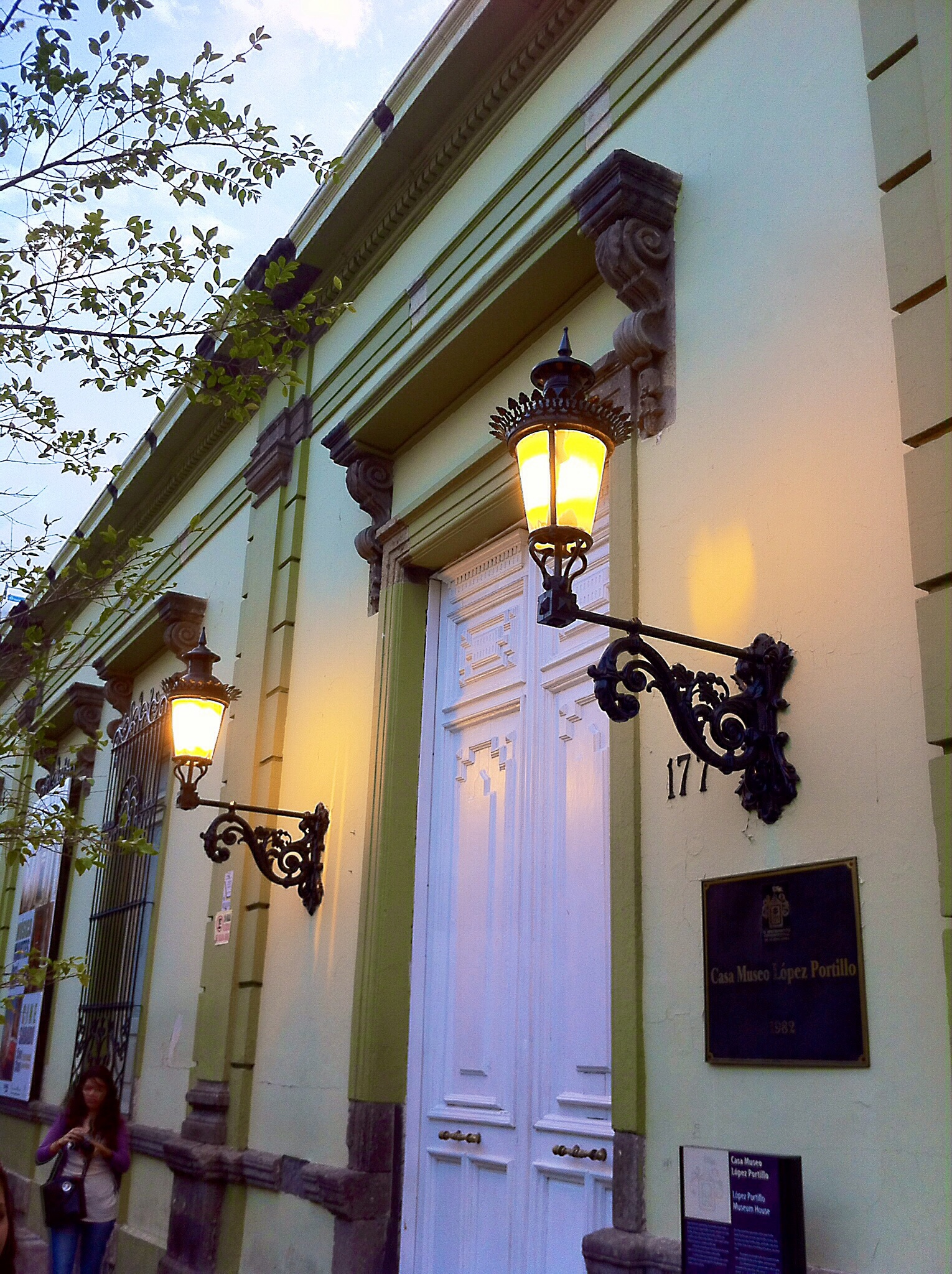
La entrada principal.
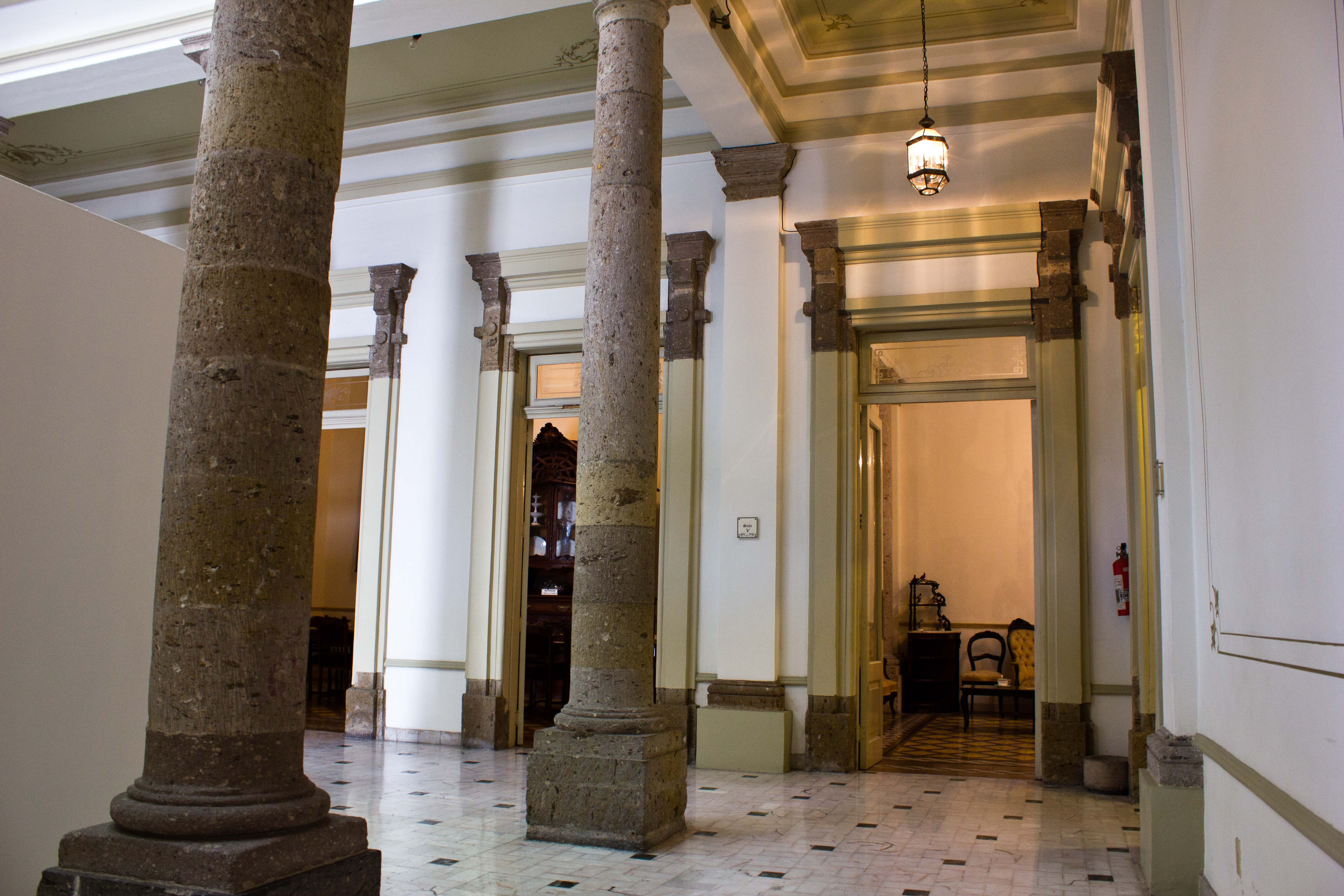
Interior del museo.
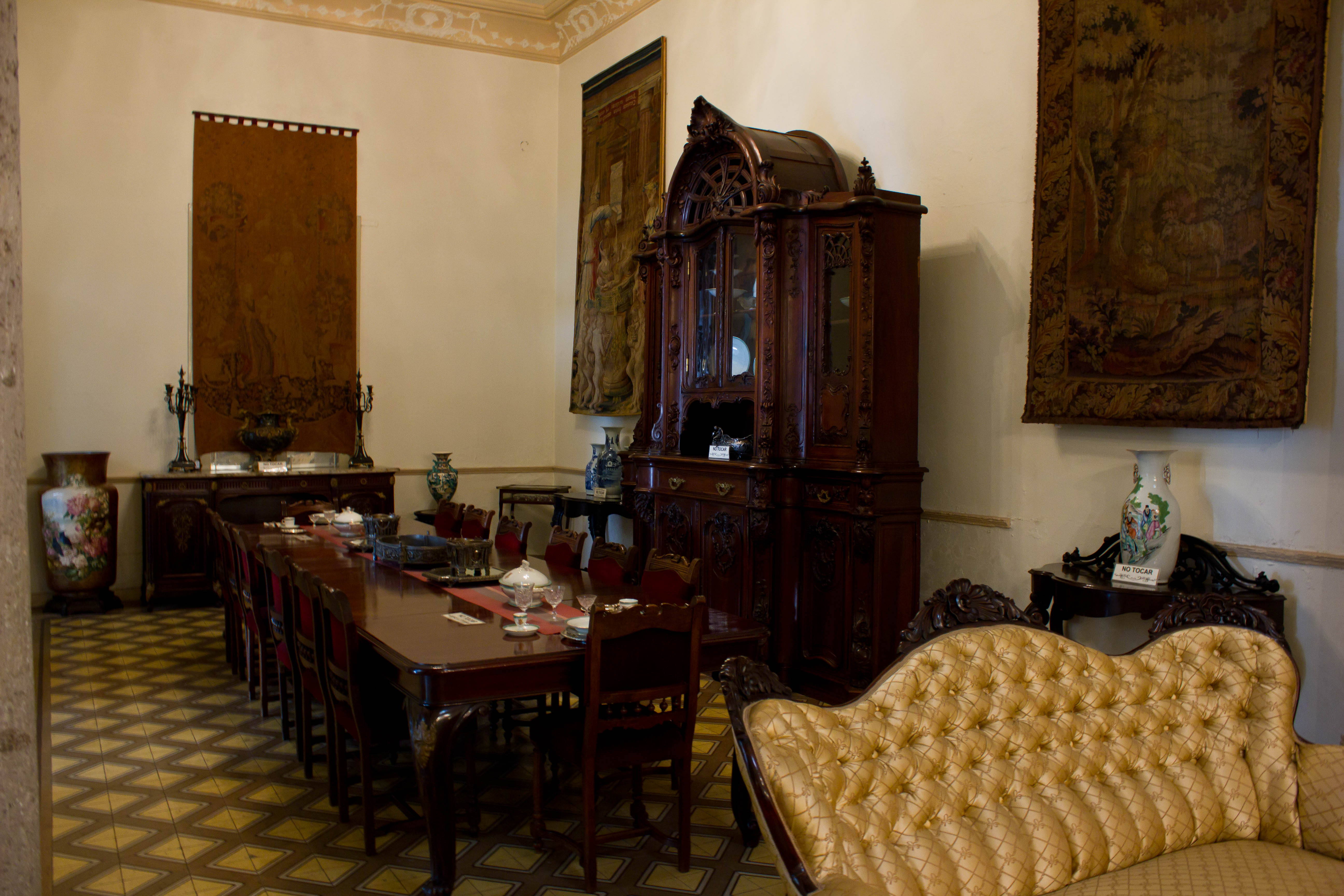
Un comedor.
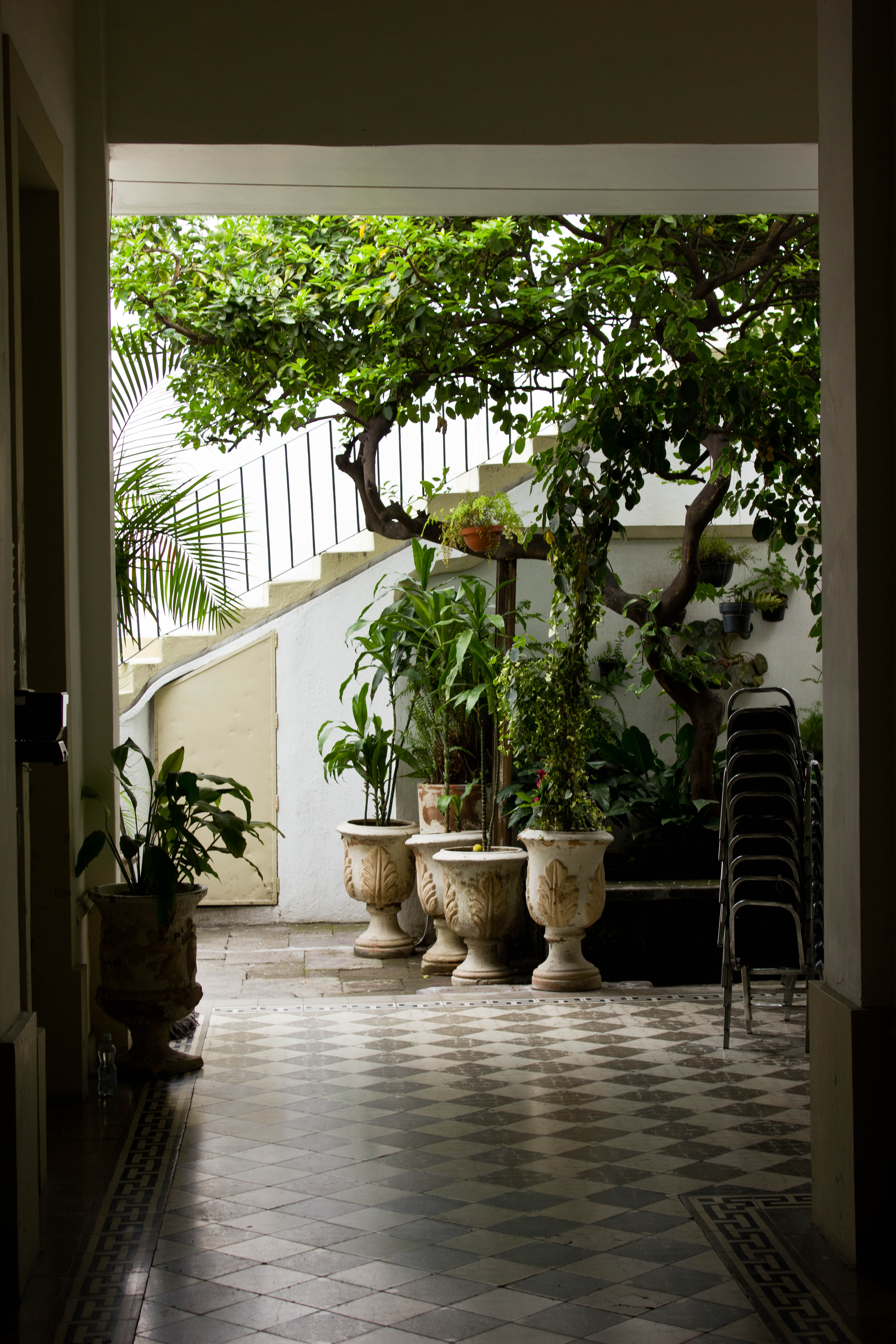
Viendo hacia el patio.
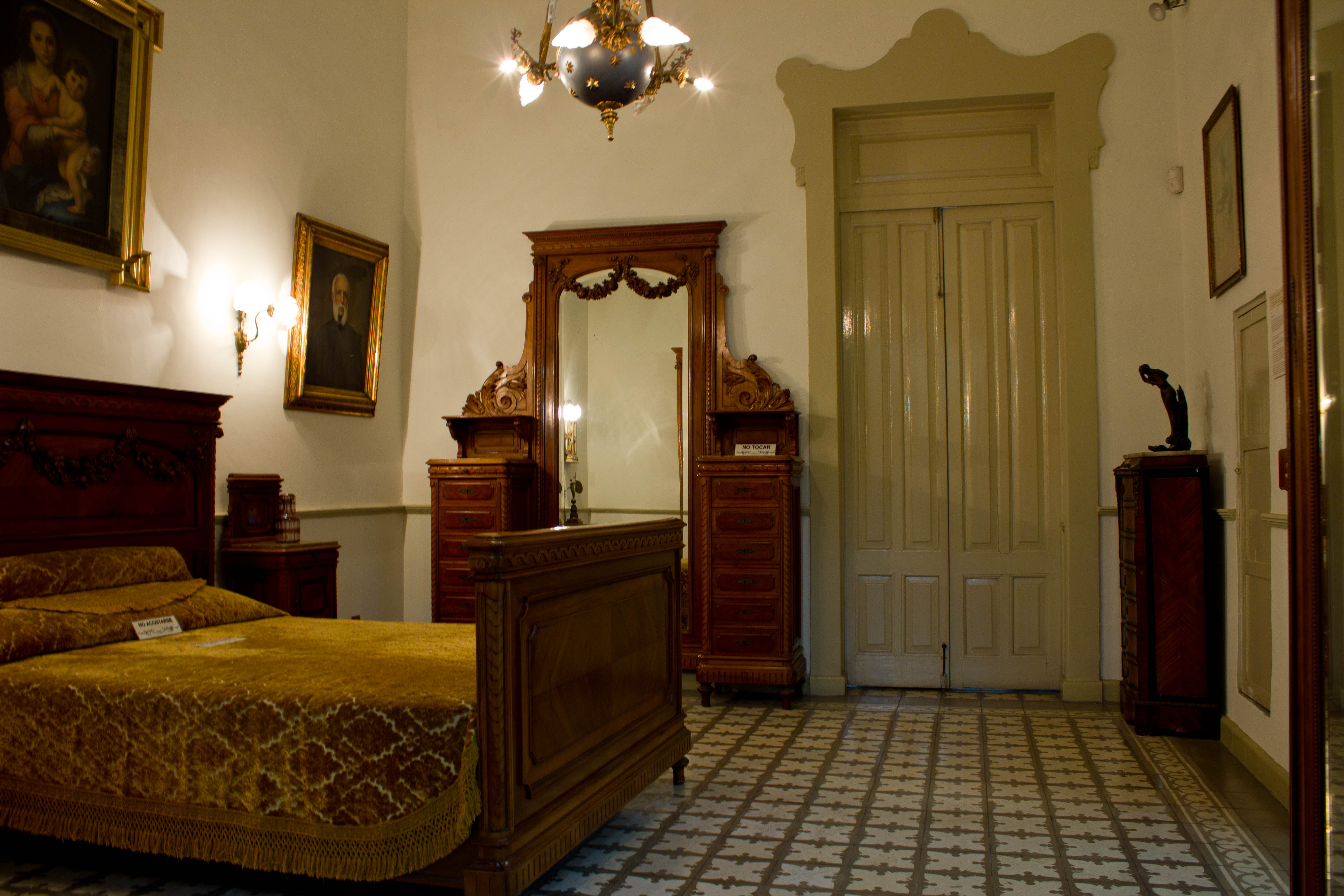
Una habitación.
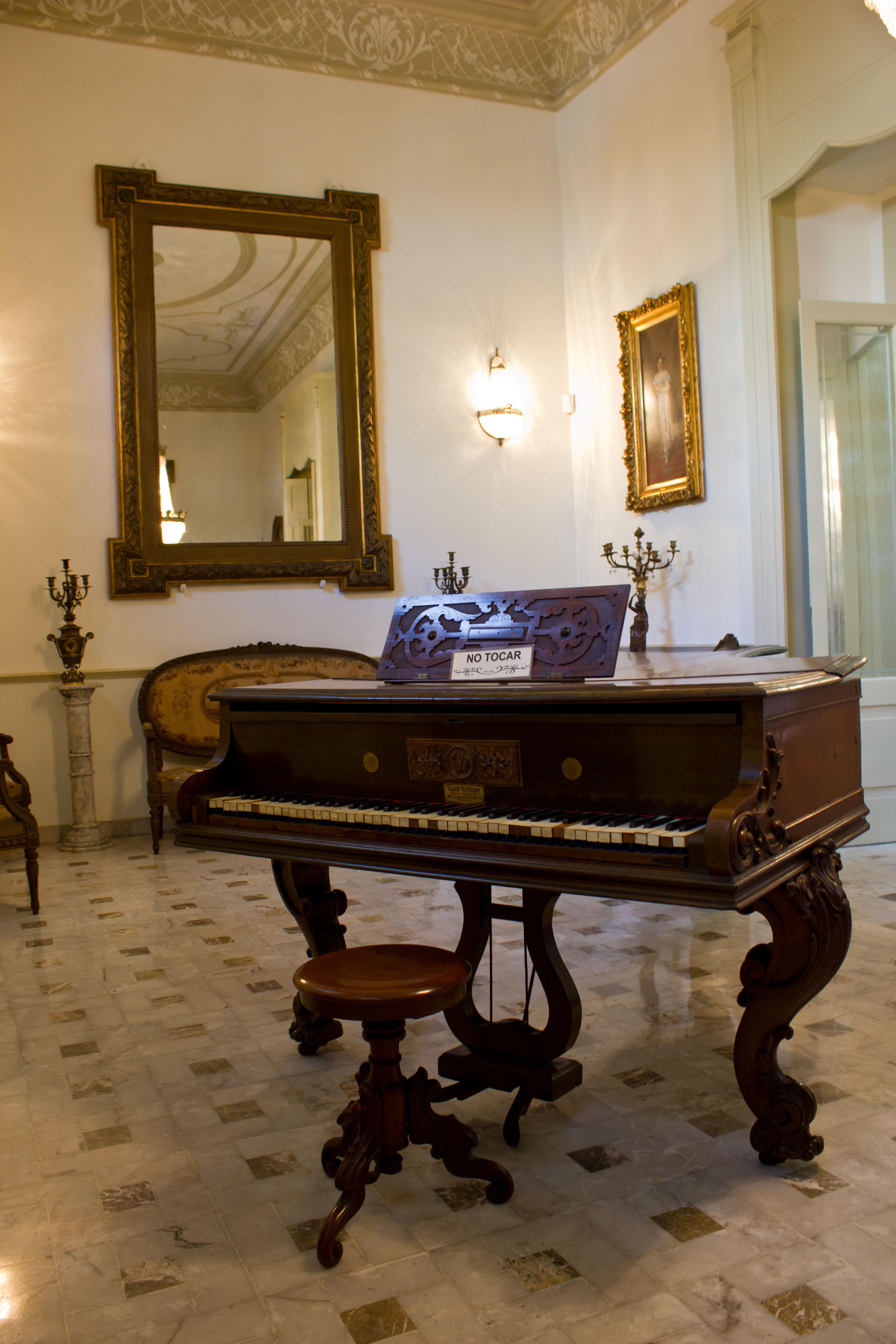
Un piano.
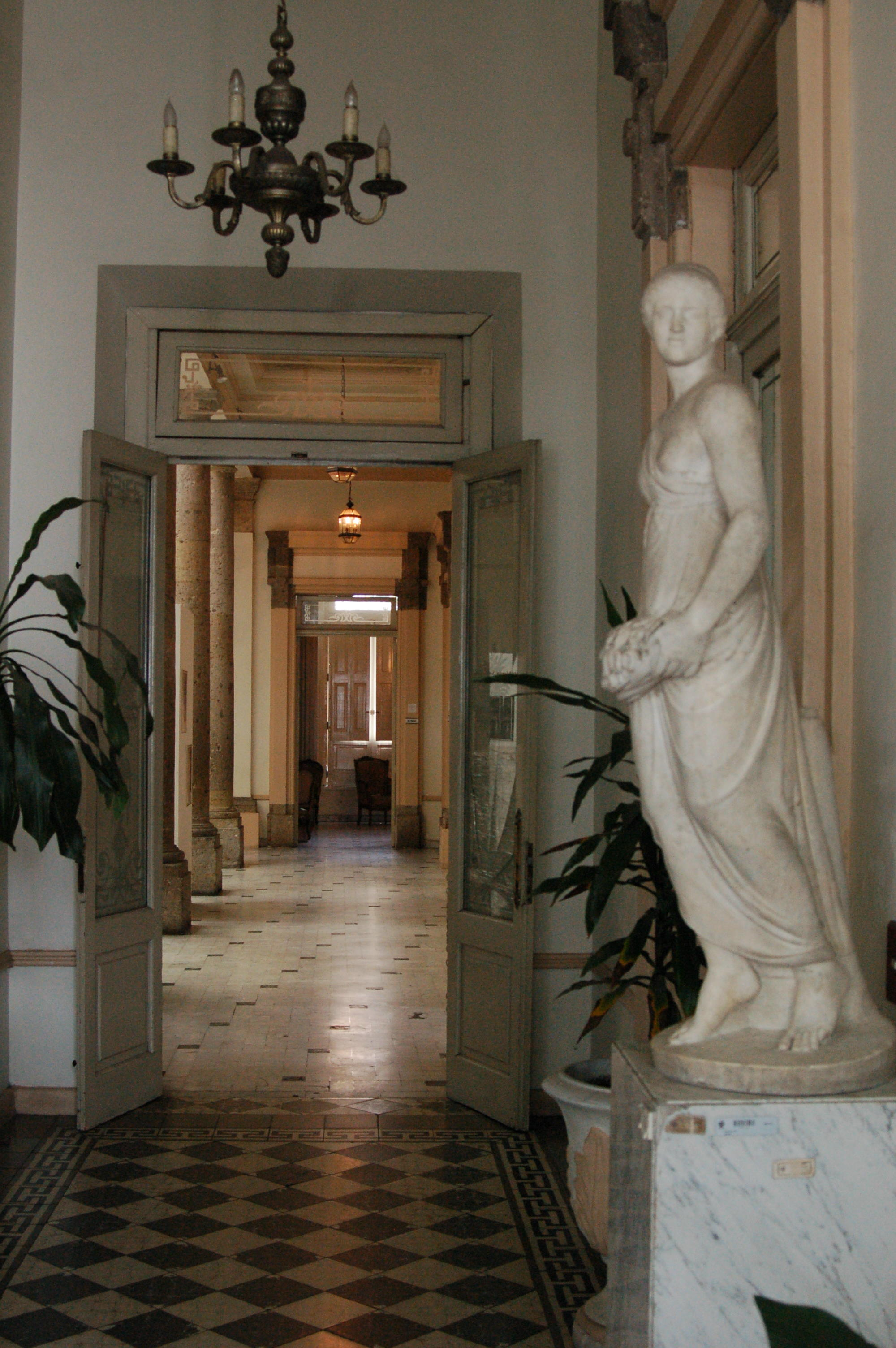
Un vestíbulo.